# Arenariomyces
Arenariomyces es un género de hongos de la familia Halosphaeriaceae. El género contiene cinco especies.